# Vincent Colombe
Pour les articles homonymes, voir Colombe (homonymie).
 (septembre 2024).
La mise en forme du texte ne suit pas les recommandations de Wikipédia : il faut le « wikifier ».
Les points d'amélioration suivants sont les cas les plus fréquents. Le détail des points à revoir est peut-être précisé sur la page de discussion.
- Les titres sont pré-formatés par le logiciel. Ils ne sont ni en capitales, ni en gras.
- Le texte ne doit pas être écrit en capitales (les noms de famille non plus), ni en gras, ni en italique, ni en « petit »…
- Le gras n'est utilisé que pour surligner le titre de l'article dans l'introduction, une seule fois.
- L'italique est rarement utilisé : mots en langue étrangère, titres d'œuvres, noms de bateaux, etc.
- Les citations ne sont pas en italique mais en corps de texte normal. Elles sont entourées par des guillemets français : « et ».
- Les listes à puces sont à éviter, des paragraphes rédigés étant largement préférés. Les tableaux sont à réserver à la présentation de données structurées (résultats, etc.).
- Les appels de note de bas de page (petits chiffres en exposant, introduits par l'outil «  Source ») sont à placer entre la fin de phrase et le point final[comme ça].
- Les liens internes (vers d'autres articles de Wikipédia) sont à choisir avec parcimonie. Créez des liens vers des articles approfondissant le sujet. Les termes génériques sans rapport avec le sujet sont à éviter, ainsi que les répétitions de liens vers un même terme.
- Les liens externes sont à placer uniquement dans une section « Liens externes », à la fin de l'article. Ces liens sont à choisir avec parcimonie suivant les règles définies. Si un lien sert de source à l'article, son insertion dans le texte est à faire par les notes de bas de page.
- La présentation des références doit suivre les conventions bibliographiques. Il est recommandé d'utiliser les modèles {{Ouvrage}}, {{Chapitre}}, {{Article}}, {{Lien web}} et/ou {{Bibliographie}}. Le mode d'édition visuel peut mettre en forme automatiquement les références.
- Insérer une infobox (cadre d'informations à droite) n'est pas obligatoire pour parachever la mise en page.

Pour une aide détaillée, merci de consulter Aide:Wikification.
Si vous pensez que ces points ont été résolus, vous pouvez retirer ce bandeau et améliorer la mise en forme d'un autre article.
Vincent Colombe est un acteur français né le 14 juillet 1972[réf. nécessaire] à Avignon.

## Formation[1]
- 1994/1997 École du Théâtre National de Bretagne À Rennes - Ateliers dirigés par : Didier-Georges Gabily, Matthias Langhoff, Claude Régi, Jean-Paul Wensel, Xavier Durringer...
- 1990/1992 Cours Florent - Classe libre - Professeur : Joséphine Derrene, Yves Le Moign’

## Filmographie

### Cinéma

#### Longs métrages
- 1995 : Au petit Marguery de Laurent Benegui
- 1996 : Mauvais Genre de Laurent Benegui
- 2001 : Après la vie de Lucas Belvaux
- 2001 : Un couple épatant de Lucas Belvaux
- 2003 : Le Cœur des hommes de Marc Esposito
- 2004 : Clara et moi de Arnaud Viard
- 2006 : Faut que ça danse! de Noémie Lvovsky
- 2007 : La Fabrique des sentiments de Jean-Marc Moutout
- 2009 : Gainsbourg (vie héroïque) de Joann Sfar
- 2010 : À bout portant de Fred Cavayé
- 2013 : Arnaud fait son deuxième film de Arnaud Viard
- 2014 : Les Souvenirs de Jean-Paul Rouve
- 2014 : Mon roi de Maïwenn
- 2015 : Rosalie Blum de Julien Rappeneau
- 2017 : Revenge de Coralie Fargeat
- 2018 : La Fille au bracelet de Stéphane Demoustier
- 2022 : Ibiza de Stéphane Demoustier[2]
- 2022 : The Substance de Coralie Fargeat[3]
- 2022 : Jeanne du Barry de Maïwenn[4]
- 2023 : Lee Miller d'Ellen Kuras
- 2024 : Quand vient l'automne de François Ozon
- 2025 : Moi qui t'aimais de Diane Kurys : François Perier

#### Courts métrages
- 1997 : Latrines Lovers de Xavier Durringer
- 2000 : Déjà vu de Jessy Langlois
- 2002 : Ca vous pend au nez de Marie Brand
- 2004 : A l'arraché de Fred Cavayé
- 2005 : Un peu, beaucoup... voire pas du tout de Thierry Espasa
- 2005 : Destin masqué de François Aulnay
- 2009 : Ton sale chien de Gurvan Hue
- 2014 : Reality + de Coralie Fargeat

### Télévision
- 1993 : L'Annexe de Didier Albert
- 1993 : C'était la guerre de Maurice Failevic
- 1994 : US Go Home de Claire Denis
- 1996 : Le Poids d'un secret de Denis Malleval
- 1998 : Louise et les Marchés de Marc Rivière
- 1999 : Avocats et Associésde Denis Amar
- 2000 : Avocats et Associés de Philippe Triboit
- 2002 : La Crim' de Jean-Pierre Prévost
- 2003 : Joséphine, ange gardien de Patrick Malakian
- 2003 : Sauveur Giordano de Henry Helman
- 2004 : Blandine l'insoumise de Claude D'Anna
- 2006 : Hé M'sieur de Patrick Volson
- 2006 : Le Sang noir de Peter Kassovitz
- 2007 : L'Hôpital de Laurent Levy
- 2007 : A.D. La guerre de l'ombre de Laurence Katrian
- 2009 : Diane, femme flic de Nicolas Herdt
- 2012 : Section de recherche de Eric Le Roux
- 2018 : Meurtres à Lille de Laurence Katrian
- 2019 : Capitaine Marleau de Josée Dayan
- 2021 : Totems de Jérôme Salle
- 2021 : Oussekine de Antoine Chevrolier
- 2024 : La Maison